# Nationaal park Junkerdal

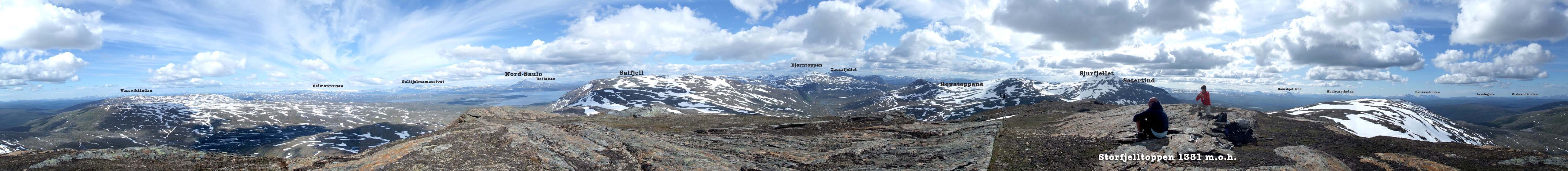
panorama vanaf Storfjelltoppen, Nationaal park Junkerdal

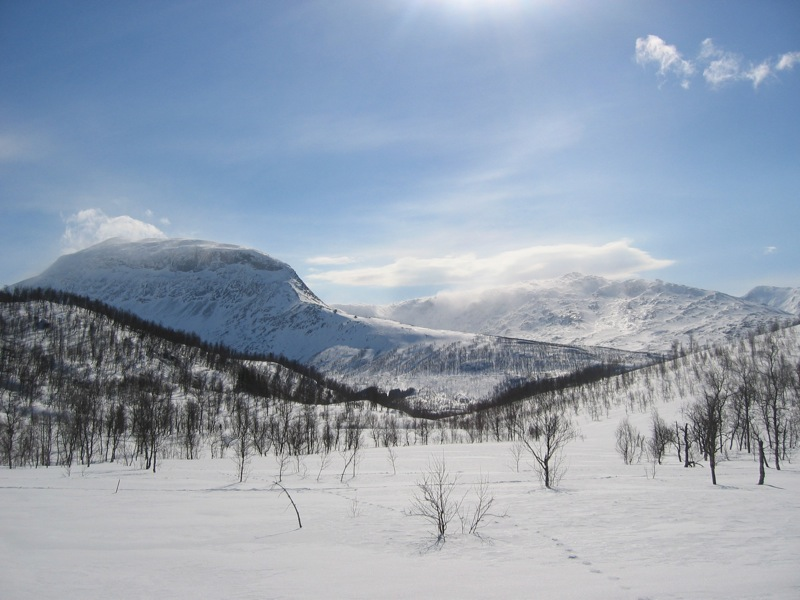
Sjurfjellet, Nationaal park Junkerdal

Nationaal park Junkerdal (Noors: Junkerdal nasjonalpark; Samisch: Junnkaravuome nasjonalpárkka) is een nationaal park in Nordland in Noorwegen, langs de grens met Zweden. Het park werd opgericht in 2004 en is 682 vierkante kilometer groot. Het landschap bestaat uit bos en fjell. Er bloeit trossteenbreek, Saxifraga paniculata, Carex scirpoidea, Erigeron humilis, Arnica angustifolia, Campanula uniflora, Pedicularis flammea, Pedicularis hirsuta. In het park leven zoogdieren zoals de veelvraat, bruine beer, eland, lynx en het rendier. Er komen ook veel vogelsoorten voor, zoals de giervalk, steenarend, roodkeelduiker en parelduiker.